# 서달 (조선)
서달(徐達)은 서희의 후손이자 황희의 사위이다.

## 서달 사건
자기를 몰라본다는 이유로 지방 아전을 구타해 숨지게 했다. 황희가 이 사건을 은폐하려다 파직되었다.